# Hisham Kabbani
Muhammad Hisham Kabbani (n. 28 ianuarie 1945, Beirut, Liban – d. 4 decembrie 2024, Fenton⁠(d), Michigan, SUA) a fost un teolog mistic american de origine libaneză și unul dintre liderii confreriei sufiste Naqshbandiyyah Haqqani. A fost ginerele renumitului Nazim Al-Haqqani (1922-2014) din Ciprul de Nord.

## Biografie
Shaykh Muhammad Hisham Kabbani s-a născut în data de 28 ianuarie 1945 în Beirut, Liban. Inițial, a urmat cursurile Facultății de Chimie din cadrul Universității Americane din Beirut, iar apoi a plecat la Damasc să studieze teologia islamică. Ulterior, l-a întâlnit pe Shaykh Nazim Al-Haqqani, devenind unul dintre cei mai apropiați discipioli ai săi. Apropierea dintre ei s-a consolidat atunci când Hisham s-a căsătorit cu Hajjah Naziha Adil, fiica cea mare a lui Shaykh Nazim.
La sfaturile lui Shaykh Nazim, având drept obiectiv popularizarea sufismului și învățăturilor confreriei Naqshbandiyyah Haqqani în Occident, Shaykh Hisham Kabbani și soția sa s-au mutat în Statele Unite ale Americii în anul 1990. În anul 1998 aceștia au fondat Islamic Supreme Council of America (ISCA) la Fenton, statul Michigan. Activitatea acestei organizații non-guvernamentale și non-profit a devenit extrem de importantă după anul 2001. Membrii acesteia în frunte cu Shaykh Kabbani și-au concentrat toată energia pentru a combate atât prejudecățile islamofobe din Statele Unite cât și propaganda extremistă a anumitor grupări islamiste de tipul Al-Qaeda. Pentru acest lucru, Shaykh Kabbani a scris și o fatwa prin care a declarat că violența domestică și terorismul sunt incompatibile cu învățăturile Coranului, iar jihadul dus de grupurile extremiste este ilegitim.
De-a lungul timpului, Shaykh Kabbani a colaborat foarte bine cu autoritățile mai multor state, în special cu cele americane. S-a întâlnit cu George Bush, Bill Clinton, Susilo Bambang Yudhoyono, Hamid Karzai și Recep Tayyip Erdoğan, sfătuindu-i în privința luptei împotriva extremismului și a terorismului. De asemenea, Shaykh Hisham a vorbit și la Forumul Economic Mondial.
În anul 2012,  Royal Islamic Strategic Studies Centre l-a trecut pe lista celor 500 cei mai influenți musulmani în viață din lume.
În aprilie 2016, în revista Dabiq, publicația oficială a grupării teroriste Statul Islamic, Shaykh Kabbani a fost declarat apostat.
Activitatea educațională și religioasă a lui Shaykh Kabbani și a colaboratorilor săi din Statele Unite a fost foarte bogată. Acest lucru a făcut ca tot mai mulți americani, dar nu numai, să fie interesați de islam și de sufism. Printre cei mai populari adepți ai lui Shaykh Kabbani s-au numărat campionul mondial la box, Muhammad Ali (1942-2016) și fostul președinte al Indoneziei, Susilo Bambang Yudhoyono.